# Grevillea venusta
Grevillea venusta är en tvåhjärtbladig växtart som beskrevs av Robert Brown. Grevillea venusta ingår i släktet Grevillea och familjen Proteaceae. Inga underarter finns listade i Catalogue of Life.